# Grenville (Dakota du Sud)
Pour les articles homonymes, voir Grenville.
Grenville est une municipalité américaine située dans le comté de Day, dans l'État du Dakota du Sud. Selon le recensement de 2010, elle compte 54 habitants. La municipalité s'étend sur 0,24 milles carrés (0,62 km2).
La ville est fondée en 1914. L'un de ses habitants, Joseph Gruba, choisit son nom en référence aux vertes (green) collines qui l'entourent. Grenville devient une municipalité en 1918.

## Démographie
| 1930 | 1940 | 1950 | 1960 | 1970 | 1980 |
| ---- | ---- | ---- | ---- | ---- | ---- |
| 247  | 260  | 207  | 151  | 154  | 119  |

| 1990 | 2000 | 2010 | - | - | - |
| ---- | ---- | ---- | - | - | - |
| 81   | 62   | 54   | - | - | - |